# 3728-as busz
A 3728-as jelzésű autóbuszvonal Miskolc, Encs, Szemere és Hernádpetri között húzódó regionális vonal, amelyet a Volánbusz Zrt. üzemeltet.

## Útvonala
A miskolci autóbusz-állomásról indul. A 3-as főúton indul el Szikszó irányába a Zsolcai kapun keresztül. A Gömöri felüljárón, a miskolci Volán- és MVK-telep szomszédságában közlekedik, eközben a Sajó folyót keresztezi, illetve több bevásárlóközpont mellett vezet útja. Az M30-as autópálya alatt átmegy, majd elhagyja a megyeszékhelyet.
Északkeleti irányban elhalad a felsőzsolcai ipari park közelében, illetve hosszú egyenesen át ér első településére, Szikszóra. A Hell üzemei mentén a városi gimnáziumnál a központba hajt, a legnagyobb forgalmat lebonyolító Táncsics utcai megállóban ágazik el a szikszói kórház felé, mint ahogy a 3710-es buszok Szikszóig közlekedő járatai. Tovább a főúton Encs felé a szomszédos község Aszaló. A települést a főút keresztezi, azonban az áthaladó járatok nagyobbik része nem fedi le a keleti részében élőket, az állomáson túl lakókat, szombaton 2 járat kitérést tesz ide is. Nemsokkal később a halmaji csomópontban kitér a falu vasútállomására, ahol általában vonathoz csatlakozik (a menetrendben ez nincs megjelenítve). Utána Csobajon hajt át, majd ismét egy állomásra tesz ritkán kitérést, ezúttal az ináncsira, mely 1 kilométerre található a 3-as főúttól. Folyamatosan az M30-as autópálya szomszédságában  Az egykori Abaúj vármegye területének közepe felé közelítve Forró települést fűzi útvonalára, úgy éri el a vele összenőtt járásközpontot, Encs városát, a Forró-Encs vasútállomás mentén ér a helyi buszállomásra. 
A 3728-as buszvonal azon vonalak közé tartozik, melynek járatai Encsen túl közlekednek, Méra irányába a 3706-os mellékúton. A falun érdekes ívet vesz a közút, déli részéből északkeletibe, majd onnan északnyugati részébe vezet. A mérai állomást követően eltávolodik a 3720-as buszvonaltól, hiszen kitérést tesz Szalaszendre, a Bélus-patak folyásának mentén a vele szomszédos Fulókércs egyetlen megállójában áll meg. A vonal 57. kilométerén felezővégállomáshoz ér, Szemere településre, ahonnan tanítási napokon a reggeli órákban indul útjára busz Szikszóra. Később az egymegállós, kanyargós Pusztaradványon át át Hernádvécsére érkezik, a miskolci busz végállomására.
A másik 3 kilométerre északra, a szlovák határhoz közel megbúvó, Hernádpetri község lakóinak nyújt közvetlen eljutást a megyeszékhelyre (onnan, ahonnan már Kassa is közelebb van).

## Közlekedése
A legfőbb járatpár hétfői, szerdai és pénteki munkanapokon közlekedik. A többi napon a 3720-as busz kínál kapcsolatot a megyeszékhely és Hernádvécse, Hernádpetri között, Novajidrány és Garadna érintésével, minden esetben szóló autóbusszal, míg korábban távolsági viszonylatokra tervezett, mára helyközi közlekedésre alkalmazott buszokkal. 

### Törzsjárművei
- az NZM-434 rendszámú Credo Econell 12,
- az AE FI-855 rendszámú Credo Econell 12 autóbuszok.

| Viszonylat                                          | Indításszám | Közlekedési rend                        |
| --------------------------------------------------- | ----------- | --------------------------------------- |
| Miskolc, aut. áll. ➝ Hernádvécse, hernádpetri elág. | 1 oda       | hétfői, szerdai és pénteki munkanapokon |
| Hernádpetri, aut. vt. ➝ Miskolc, aut. áll.          | 1 oda       | hétfői, szerdai és pénteki munkanapokon |
| Szemere, aut. ford. ➝ Szikszó, Táncsics u.          | 1 oda       | tanítási napokon                        |

## Megállóhelyei
| 0                                       | Miskolc, autóbusz-állomás végállomás                   | 0.0 km  | 1, 1G, 3, 3A, 4, 7, 11, 12G, 20, 20A, 24, 28, 32, 34G, 35, 43, 44, 45, 101B, 900, 914, 935 1050, 1053, 1369, 1370, 1372, 1373, 1374, 1375, 1376, 1377, 1380, 1381, 1383, 1384, 1410, 1411 3700, 3701, 3702, 3703, 3704, 3705, 3706, 3707, 3708, 3709, 3710, 3711, 3712, 3714, 3715, 3716, 3717, 3718, 3719, 3720, 3721, 3722, 3723, 3724, 3726, 3727, 3729, 3730, 3731, 3733, 3734, 3735, 3736, 3737, 3738, 3739, 3740, 3741, 3742, 3743, 3744, 3745, 3746, 3747, 3748, 3749, 3750, 3751, 3752, 3753, 3754, 3755, 3757, 3760, 3761, 3764, 3765, 3766, 3767, 3770, 3772, 3773, 3774, 3775, 3776, 3777, 4019 |
| 1                                       | Miskolc, Baross Gábor utca                             | 1.5 km  | 7, 8 3706, 3710, 3712, 3715, 3716, 3717, 3718, 3719, 3720, 3721, 3722, 3723, 3724, 3726, 3727, 3729, 3730, 3731, 3733, 3734, 3735, 3736, 3737 |
| 2                                       | Miskolc, Szondi György utca                            | 2.0 km  | 1, 1G, 3A, 7, 8, 12G, 14G, 20, 21, 21G, 30, 31, 32, 34G, 35, 35G, 101B, 900, 901, 935, Auchan 1 3706, 3710, 3712, 3715, 3716, 3717, 3718, 3719, 3720, 3721, 3722, 3723, 3724, 3726, 3727, 3729, 3730, 3731, 3733, 3734, 3735, 3736, 3737 |
| 3                                       | Miskolc, Fonoda utca                                   | 2.3 km  | 7 3706, 3710, 3712, 3715, 3716, 3717, 3718, 3719, 3720, 3721, 3722, 3723, 3724, 3726, 3727, 3729, 3730, 3731, 3733, 3734, 3735, 3736, 3737 |
| 4                                       | Miskolc, Metro áruház                                  | 3.3 km  | 7 3706, 3710, 3712, 3715, 3716, 3717, 3718, 3719, 3720, 3721, 3722, 3723, 3724, 3726, 3727, 3729, 3730, 3731, 3733, 3734, 3735, 3736, 3737 |
| 5                                       | Miskolc, Auchan áruház                                 | 3.8 km  | 7, Auchan 1 3706, 3710, 3712, 3715, 3716, 3717, 3718, 3719, 3720, 3721, 3722, 3723, 3724, 3726, 3727, 3729, 3730, 3731, 3733, 3734, 3735, 3736, 3737 |
| 6                                       | Felsőzsolca, ipari park bejárati út                    | 7.5 km  | 3710, 3712, 3715, 3716, 3717, 3718, 3719, 3720, 3721, 3722, 3723 |
| 7                                       | 3-as számú út, 186-os kilométer                        | 8.2 km  | 3710, 3712, 3715, 3716, 3717, 3718, 3719, 3720, 3721, 3722, 3723 |
| 8                                       | Szikszó, Turul                                         | 11.2 km | 3710, 3712, 3715, 3716, 3717, 3718, 3719, 3720, 3721, 3722, 3723 |
| 9                                       | Ongaújfalui elágazás                                   | 12.9 km | 3710, 3712, 3715, 3716, 3717, 3718, 3719, 3720, 3721, 3722, 3723 |
| 10                                      | Szikszó, Hell Energy Kft.                              | 14.1 km | 3710, 3712, 3715, 3716, 3717, 3718, 3719, 3720, 3721, 3722, 3723 |
| 11                                      | Szikszó, Miskolci utca 83.                             | 15.5 km | 3710, 3712, 3715, 3716, 3717, 3718, 3719, 3720, 3721, 3722, 3723 |
| 12                                      | Szikszó, gimnázium                                     | 16.2 km | 3710, 3712, 3715, 3716, 3717, 3718, 3719, 3720, 3721, 3722, 3723 |
| 13                                      | Szikszó, Rákóczi út Penny                              | 16.9 km | 3710, 3712, 3715, 3716, 3717, 3718, 3719, 3720, 3721, 3722, 3723 |
| 14                                      | Szikszó, Táncsics utca vonalközi végállomás            | 17.2 km | 3710, 3712, 3713, 3715, 3716, 3717, 3718, 3719, 3720, 3721, 3722, 3723 |
| ∫                                       | Szikszó, Rákóczi út Penny                              | ∫       | 3710, 3712, 3715, 3716, 3717, 3718, 3719, 3720, 3721, 3722, 3723 |
| 15                                      | Szikszó, kórház                                        | 18.5 km | 3710, 3715, 3716, 3719, 3720, 3721, 3722, 3723 |
| 16                                      | Aszaló, bejárati út                                    | 21.0 km | 3715, 3716, 3719, 3720, 3721, 3722, 3723 |
| 17                                      | Halmaji elágazás                                       | 24.8 km | 3716, 3719, 3720, 3721, 3722, 3723, 3829, 3830 |
| Tanítási napokon 1 alkalommal érintett. |                                                        |         | |
| ∫                                       | Halmaj vasútállomás                                    | ∫       | 3716, 3719, 3720, 3721, 3722, 3723, 3829, 3830 IC, személyvonat – Halmaj [90.] |
| 17                                      | Halmaji elágazás                                       | 24.8 km | 3716, 3719, 3720, 3721, 3722, 3723, 3829, 3830 |
| 18                                      | Csobád, községháza                                     | 29.4 km | 3720, 3723 |
| 19                                      | Ináncsi elágazás                                       | 31.5 km | 3720, 3723, 3816 |
| 20                                      | Forró, cukrászda                                       | 35.6 km | 3720, 3723, 3815, 3816 |
| 21                                      | Forró, iskola                                          | 36.4 km | 3720, 3723, 3815, 3816 |
| 22                                      | Forró, fancsali elágazás                               | 37.0 km | 3720, 3722, 3723, 3811, 3812, 3815, 3816 |
| 23                                      | Encsi elágazás                                         | 38.4 km | 3720, 3722, 3723, 3802, 3811, 3812, 3815, 3816 |
| 24                                      | Encs, gimnázium                                        | 39.0 km | 3720, 3722, 3723, 3802, 3804, 3811, 3812, 3815, 3816, 3819, 3821 |
| 25                                      | Encs, iskola (↓)                                       | 39.8 km | 3720, 3722, 3723, 3802, 3803, 3804, 3806, 3808, 3809, 3810, 3811, 3812, 3815, 3816, 3819, 3821, 3824, 3868 |
| 26                                      | Encs, autóbusz-állomás végállomás                      | 40.3 km | 3720, 3722, 3723, 3801, 3802, 3803, 3804, 3806, 3808, 3809, 3810, 3811, 3812, 3815, 3816, 3819, 3821, 3824 IC, személyvonat – Forró-Encs [80.] |
| 27                                      | Encs, Béke utca 1.                                     | 41.0 km | 3720, 3801 |
| 28                                      | Méra, Petőfi utca 45.                                  | 43.0 km | 3720, 3801 |
| 29                                      | Méra, Fő út 107.                                       | 43.7 km | 3720, 3801 |
| 30                                      | Méra, római katolikus templom                          | 44.2 km | 3720, 3801 |
| 31                                      | Méra, községháza                                       | 45.0 km | 3720, 3801 |
| 32                                      | Méra, Vasút utca 56.                                   | 45.9 km | 3720, 3801 személyvonat – Méra [80.] |
| 33                                      | Alsószend, bejárati út                                 | 48.0 km | 3720, 3801 |
| 34                                      | Szalaszend, ABC áruház                                 | 49.2 km | 3720, 3801 |
| 35                                      | Szalaszend, Jókai utca 10.                             | 50.1 km | 3720, 3801 |
| 36                                      | Szebenye                                               | 51.9 km | 3801 |
| 37                                      | Fulókércs, fáji elágazás                               | 53.4 km | 3801 |
| 38                                      | Fulókércs, községháza                                  | 54.1 km | 3801 |
| 39                                      | Fulókércs, Fő utca 56.                                 | 54.8 km | 3801 |
| 40                                      | Szemere, Fő utca 15.                                   | 57.8 km | 3801 |
| 41                                      | Szemere, autóbusz-forduló vonalközi végállomás         | 58.2 km | 3801, 3819 |
| 42                                      | Pusztaradvány, Kossuth utca 5.                         | 61.7 km | 3801, 3819 |
| 43                                      | Hernádvécse, hernádpetri elágazás vonalközi végállomás | 65.5 km | 3720, 3819 |
| 44                                      | Hernádpetri, autóbusz-váróterem végállomás             | 69.7 km | 3720, 3819 |